# Antipathes caribbeana
Antipathes caribbeana är en korallart som beskrevs av Opresko 1996. Antipathes caribbeana ingår i släktet Antipathes och familjen Antipathidae. Inga underarter finns listade i Catalogue of Life.